# Walter Behrens (Maler)

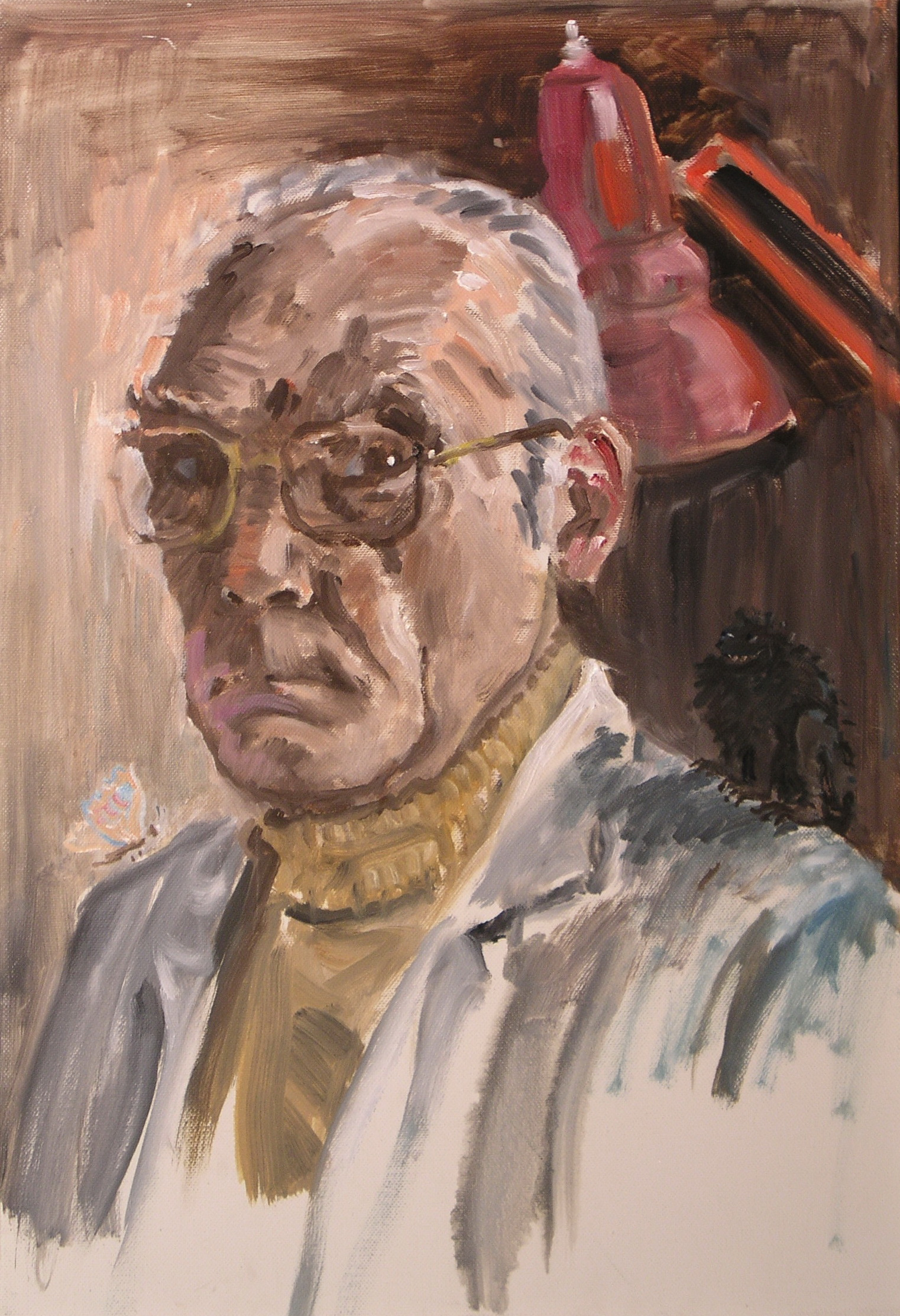
Selbstporträt

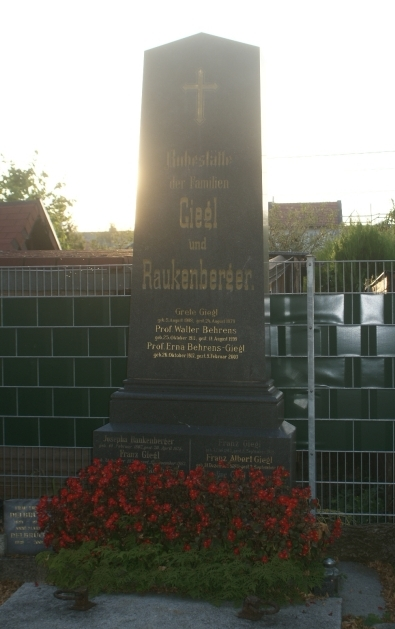
Grabstätte von Walter Behrens

Walter Behrens (* 25. Oktober 1911 in Las Palmas de Gran Canaria; † 11. August 1999 in Wien) war ein deutsch-österreichischer Maler und Grafiker.

## Leben
Walter Behrens wurde als viertes Kind des deutschen Konsuls in Las Palmas de Gran Canaria, Christian Behrens und dessen Frau Dorothea Behrens, geborene Petersen, geboren. Nach dem plötzlichen Tod des Vaters 1915 kehrte seine Familie nach Norddeutschland zurück, wo er in Braunschweig und Hamburg aufwuchs. An der Hanseatischen Kunstschule wurde er zum Grafiker ausgebildet. Er hatte eine starke Affinität zu Literatur und Musik und war selbst Pianist, arbeitete jedoch vorwiegend als Grafiker. 1939 wurde er zur Wehrmacht eingezogen, konnte jedoch aufgrund einer Kriegsverletzung die Front verlassen. 1944 ließ er sich nach Wien überstellen, da er sich selbst und die Situation rundum dem Tod geweiht sah. An Tuberkulose erkrankt, wollte er bevorzugt in Wien sterben.
Hier lernte er seine Frau, Ernie Giegl, Lehrerin und Schriftstellerin, kennen, was seinem Überleben wieder Sinn gab. Bis zum Putsch 1950 war Walter Behrens Mitglied der KPÖ. Zwei Werke stammen aus dieser Zeit: Das menschliche Sein, Wien Museum und Verstand und Gefühl (ursprünglich Zeit und Ewigkeit), Österreichische Galerie Belvedere.
Er arbeitete in den 1950er Jahren als Illustrator für Zeitschriften und in der Werbung, um die Familie mit zu erhalten. Von 1964 bis 1977 wirkte er als Lehrer für Druckgrafik an der Akademie für Angewandte Kunst in Wien, was ihm Freiraum für eigenständiges grafisches und bildnerisches Gestalten gab. Werke wechselhafter Stile prägten diese Schaffensperiode. Humoristische, skurrile Darstellungen, „Vertierte Menschenköpfe“, „Aussagebilder“, surreale Zirkus-Szenen, verspielt-heitere Werke und malerische Umsetzungen des „Kriegstagebuches“, in dem er die Gräuel und Ungerechtigkeiten des Erlebten mit „Feder und Fantasie“ in einem Taschen-Notizbuch festgehalten hatte, prägten in dieser Zeit sein Wirken. Er bediente sich auch der Kaltnadel-Radierung, Sechs-Farben-Lithografie und des Linolschnitts.

### Arbeiten und Stil
Neben Arbeiten als Illustrator, unter anderem für den Zsolnay Verlag, Wiener Verlag zum Beispiel Taras Bulba von Nikolaj Gogol, Die Elixiere des Teufels von E. T. A. Hoffmann, Zeit der Dämonen von Alexander Sacher Masoch, studierte er an der Akademie für Bildende Kunst Malerei. Er zählt zu den weniger bekannten Begründern des Wiener Phantastischen Realismus und blieb zeit seines Lebens mit Ernst Fuchs in gegenseitiger Wertschätzung verbunden.
Er entwickelte sowohl die altmeisterlichen Techniken weiter in den düsteren Bildern, als auch die Prima-Malerei als „Romantischer Realist“, wie er sich selbst später bezeichnete. Weiter entwickelte er das Genre der „Paradiesischen Landschaften“ mit teils dramatischen Licht- und Farbkompositionen, phantastische Landschaften mit Hausbooten, teils mit ikonenhaften Frauenköpfen und ätherisch dargestellten Körpern.
Nach einer unsachgemäßen Kritik Anfang 1970 anlässlich einer Ausstellung in der Wiener „Galerie Basilisk“, in der er sich vernichtet sah, begann er sich enttäuscht aus der Öffentlichkeit zurückzuziehen. Es folgten kleinere Ausstellungen.
Er starb am 11. August 1999 in seinem Atelier in Wien-Rodaun. Sein Grab befindet sich am Atzgersdorfer Friedhof (Nummer 7).

## Auszeichnungen
- 1982: Silberne Ehrenmedaille der Bundeshauptstadt Wien